# 英皇道625號
22°17′32″N 114°12′22″E / 22.2923°N 114.2062°E
英皇道625號（英語：625 King's Road）是一座位於香港北角的商業樓宇，曾是太古地產的物業，該商廈於1998年落成，建築面積為11,821平方呎，樓高25層，每層面積約11,800方呎。大廈正門入口設有私家車及的士上落客區，停車場則位於地庫，提供84個車位。
位於大廈前方的英皇道有多條巴士及專線小巴路線途經，而物業的位置也頗接近港鐵港島綫鰂魚涌站的C出口。

## 業主
2019年5月22日，太古地產及中華汽車以47.5億元出售雙方各持50%權益的北角英皇道625號商廈予基匯資本。

## 租戶
以下為寫字樓部分租戶分佈：
- 17樓：大華國際復資有限公司（1704室）
- 12樓：愛爾康（香港）有限公司（1201-02室）
- 7樓：Recruit & Company Limited（701室）

## 鄰近建築
- 廉政公署總部大樓
- 艾克森美孚加油站
- 渣華道321號（即柯達大廈）
- 慧雲峰
- 北角政府合署